# Anua amplior
Anua amplior är en fjärilsart som beskrevs av Walker 1858. Anua amplior ingår i släktet Anua och familjen nattflyn. Inga underarter finns listade i Catalogue of Life.

## Bildgalleri

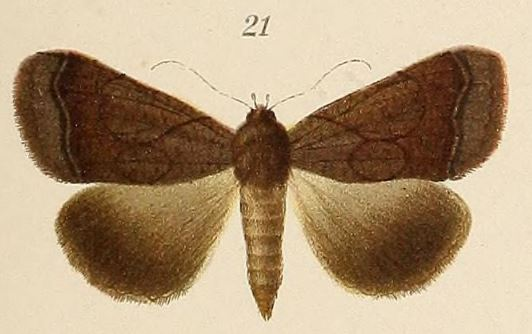